# Microscleroderma spirophora
Microscleroderma spirophora är en svampdjursart som först beskrevs av Claude Lévi 1960.  Microscleroderma spirophora ingår i släktet Microscleroderma och familjen Scleritodermidae.
Artens utbredningsområde är havet utanför Senegal. Inga underarter finns listade i Catalogue of Life.